# Haplorhini
De apen en de spookdieren (Haplorhini) vormen de grootste van de twee onderordes uit de orde der primaten (Primates). Tot deze onderorde behoren de apen (waaronder dus ook de mensapen en de mens) en de spookdiertjes. De andere onderorde, Strepsirrhini, bevat de halfapen.
De leden van de onderorde verschillen in grootte van het dwergspookdier (Tarsius pumilus), die net 100 gram weegt, tot de berggorilla (Gorilla beringei beringei), die meer dan 200 kilogram kan wegen. De soorten verschillen van de halfapen op enkele manieren. De hersenen zijn in verhouding groter, en zicht is het primaire zintuig. De ogen staan daardoor naar voren gericht.
De meeste soorten zijn herbivoor, en leven voornamelijk van bladeren of vruchten. Enkele soorten vullen hun dieet aan met dierlijk voedsel als insecten en hagedissen. Andere soorten (bijvoorbeeld de mens, chimpansee, groene baviaan) zijn meer omnivoor, en eten ook groter dierlijk voedsel, waaronder andere apen. De spookdiertjes vormen de enige groep binnen de orde die zich enkel met dierlijk voedsel voedt, als insecten, kikkers, hagedissen.
Behalve de spookdiertjes en de nachtaapjes zijn alle soorten overdag actief. De meeste soorten leven in tropische wouden, maar ze kunnen in alle habitats worden aangetroffen. De mens buiten beschouwing gehouden komt de onderorde oorspronkelijk voor in Latijns-Amerika, Afrika en zuidelijk Azië tot Japan, de Filipijnen en Celebes. Behalve de mens komen er geen soorten voor op Madagaskar, waar halfapen hun plek innemen.
Een gemeenschappelijke eigenschap van alle Haplorhini is een defect ten gevolge van een mutatie aan het gulonolactone oxidase-gen (GULO-gen), waardoor zij zelf geen ascorbinezuur of vitamine-C kunnen aanmaken en daarvoor afhankelijk zijn van inname via fruit of groenvoer.

## Classificatie en evolutie
De meest primitieve familie uit de onderorde is de nu uitgestorven Omomyidae. Deze familie splitste zich ongeveer 63 miljoen jaar geleden af van de overige primaten.
In oude classificaties werden de spookdiertjes samen met de halfapen in een onderorde geschaard, de Prosimii, terwijl de apen en mensapen in een andere onderorde zaten, de Anthropoidea. Deze indeling wordt niet meer gebruikt, aangezien spookdiertjes dichter bij de apen staan dan bij de halfapen.
- Onderorde: Haplorhini (Apen en spookdiertjes)
  - Infraorde: Simiiformes (Apen)
    - Parvorde: Catarrhini (Smalneusapen)
      - Superfamilie: Cercopithecoidea (Apen van de Oude Wereld)
        -  Familie: Cercopithecidae (Apen van de Oude Wereld)

      -  Superfamilie: Hominoidea (Mensapen)
        - Familie: Hominidae (Mensachtigen)
        -  Familie: Hylobatidae (Gibbons)

    -  Parvorde: Platyrrhini (Breedneusapen)
      - 
        - Familie: Aotidae (Nachtaapjes)
        - Familie: Atelidae (Grijpstaartapen)
        - Familie: Callitrichidae (Klauwaapjes)
        - Familie: Cebidae (Kapucijnapen en doodshoofdaapjes)
        -  Familie: Pitheciidae (Sakiachtigen)

  -  Infraorde: Tarsiiformes
    - 
      - 
        - Familie: Archicebidae †
        - Familie: Omomyidae †
        -  Familie: Tarsiidae (Spookdiertjes)

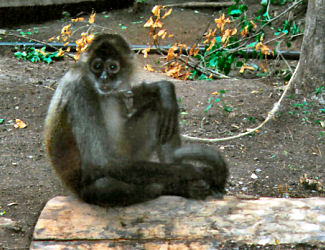
Zwarthandslingeraap (Ateles geoffroyi)
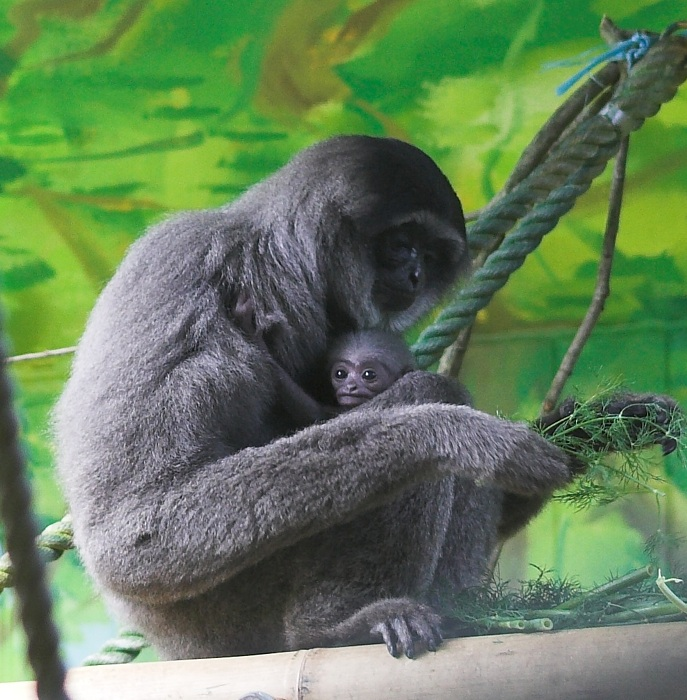
Zilvergibbon (Hylobates moloch)